# Річка Соломчина
Річка Соломчина — ландшафтний заказник місцевого значення в Дніпропетровській області, Україна. Заказник розташований між селами Рубанівське, Аврамівка та Червона Долина Васильківського району.
До заказника відноситься долина річки Соломчина з балково-степовим комплексом та широка заплава гирла річки.
На території збереглися типові степові фітоценози. Серед рослинності можна побачити горицвіт весняний, сон лучний, ковилу волосисту, деякі види кермеку і шипшини, астрагал шерстистоквітковий. Серед птахів зустрічаються канюк степовий, канюк звичайний, луні та шуліки. Серед комах на території заказника є поліксена, вусач-коренеїд хрестоносець, ктир шершнеподібний та інші.
Площа 385,09 га, створений у 2009 році.